# Luciano B. Carlos
Luciano Balares Carlos (1925 – Fullerton, 21 novembre 2002) è stato un regista, sceneggiatore e attore filippino.
Chiamato affettuosamente Chaning, iniziò la propria carriera come sceneggiatore nei primi anni cinquanta per la Sampaguita Pictures e nel 1953 si distinse per aver scritto il film Ang asawa kong Amerikana, per il quale vinse il premio alla migliore sceneggiatura all'edizione inaugurale del Asian Film Festival. Poco più tardi incominciò a dirigere le proprie pellicole, dapprima per la Sampaguita e poi anche per altre compagnie, arrivando a collaborare con attori del calibro di Gloria Romero, Christopher de Leon, Nora Aunor e Maricel Soriano.
I suoi lavori erano caratterizzati da spiccati toni satirici e cinicamente umoristici, che lo portarono ad essere considerato uno dei più importanti esponenti della commedia filippina. Ciononostante seppe farsi apprezzare anche in diversi altri generi, come ad esempio quello drammatico.

## Biografia
Frequentò chimica presso l'Università delle Filippine ma interruppe i propri studi per entrare nel mondo del cinema. Con il settore allora dominato da tre note famiglie – i de Leon della LVN Pictures, i Santiago della Premiere Productions e i Vera-Pérez della Sampaguita Pictures – Carlos mandò una lettera al dottor José Pérez per poter entrare nella sua nota casa cinematografica. Quest'ultimo, impressionato non solamente dal contenuto della lettera ma anche dalla calligrafia del giovane, gli offrì una possibilità con l'aiuto del regista Nardo Vercudia. Il primo progetto di Carlos lo vide stendere i dialoghi di Tolindoy e Chichay nella pellicola Mga baguio cadets di Lorenzo P. Tuells, uscita nel 1950. Dopo una serie di altri progetti, si affermò definitivamente nel 1953 scrivendo il film Ang asawa kong Amerikana, diretto da Eddie Romero e con Oscar Moreno e la statunitense Joan Page, che gli fruttò il premio alla migliore sceneggiatura all'edizione inaugurale del Asian Film Festival. 
Il suo talento non passò inosservato e ben presto si ritrovò a dirigere la macchina da presa per la Sampaguita. Il suo primo film, Eddie Loves Susie, uscì nel 1963 e fu girato negli Stati Uniti d'America. Nel corso dei decenni successivi lavorò anche per altre compagnie, tra cui la Regal Films di Lily Monteverde: particolarmente felice è il sodalizio artistico con 
l'attrice Maricel Soriano.
Con il decadimento della commedia filippina, anche il regista perse l'incisività dei suoi momenti migliori. Ciononostante, con l'avvento del genere erotico nel paese a cavallo tra gli anni novanta e i primi anni duemila, seppe riproporsi nelle vesti di attore comparendo in alcune pellicole con protagonista l'allora celebre Joyce Jimenez quali Scorpio Nights 2 (1999), Warat (1999) e Masikip mainit...paraisong parisukat (2002). 
La sua ultima apparizione fu quella nei panni di nonno Enteng in Anghel sa lupa dell'amico José Javier Reyes, uscito postumo nel 2003 e con protagonisti Cogie Domingo e Luz Imperial. Già malato da tempo, morì per le complicanze di una polmonite il 21 novembre 2002, all'età di 77 anni, durante una visita alla propria figlia nella città statunitense di Fullerton.

## Filmografia parziale

### Regista
- Eddie Loves Susie (1964)
- Binibiro lamang kita (1964)
- Anong ganda mo! (1964)
- Jukebox Jamboree (1964)
- Umibig ay di biro (1964)
- Bakit kita iibigin? (1965)
- Rosalie (1965)
- Portrait of My Love (1965)
- Pag-ibig, ikaw ang maysala (1965)
- I'll Dream of You (1966)
- Maraming kulay ng pag-ibig (1966)
- Jamboree '66 (1966)
- Bakit pa ako isinilang? (1966)
- Sabado ng gabi, Linggo ng umaga (1966)
- Si siyanang at ang 7 tsikiting (1966)
- Dedicate to You (1966)
- Buhay artista (1967)
- Nag-aapoy na dambana (1967)
- Las Vegas a'go-go (1967)
- So Happy Together (1967)
- Cover Girls (1967)
- To Susan with Love (1968)
- Tiririt ng maya, tiririt ng ibon (1968)
- The More I See You (1968)
- Kaming taga-ilog (1968)
- Kaming taga bundok (1968)
- Dakilang tanga (1968) – accreditato come Luciano Carlos
- The Graduation (1969)
- Let's Dance the Horsey-Horse (1969)
- Kangkarot (1969)
- Facifica Falayfay (1969)
- Tulak ng bibig, kabig ng dibdib (1970) – accreditato come Luciano Carlos
- Tayo's mag-up, up and away (1970)
- I fratelli di Arizona (The Arizona Kid) (1970)
- Rodolfo Valentino (1970)
- Kung anong puno siyang bunga (1971)
- Family Planning (1971)
- Karioka etchos de America (1971)
- Pinokyo en Little Snow White (1972)
- Love Pinoy Style (1972)
- Kitang-kita ang ebidensiya (1972)
- Young Dreams (1973)
- Girl of My Dreams (1973)
- Isa, Dalawa, Tatlo (193)
- Ito ang tunay na lalaki (1973)
- Shazam boom (1974)
- Target: Eva Jones (1974)
- Biyenan ko ang aking anak (1974)
- Mag-ingat kapag biyuda ang umibig (1975) – accreditato come Luciano Carlos
- Teribol dobol (1975)
- May isang tsuper ng taksi (1975)
- Batu-bato sa langit: Ang tamaa'y huwag magagalit (1975)
- Lab kita lsadora (1975)
- Meron akang nakita (1975)
- Magsikap: Kayod sa araw, kayod sa gabi (1976)
- Let's Do the Salsa (1976)
- Bago Kayo ... Ako Muna ang Mag-aasawa (1976)
- Sa akin kayong lahat (1976)
- Jack and Poy (Hale-Hale Hoy) (1977)
- Ano ang iyong Kasalanan...Rebecca Marasigan (1977)
- Pang umaga, pang tanghali, pang gabi (1977)
- Wow, sikat! pare, bigat! (1977)
- Silang mga mukhang pera (1977)
- Disco Baby (1977)
- Nananabik (1977)
- Basta kabit, may sabit (1978)
- Facundo Alitaftaf (1978)
- Huwag kang malikot (1978)
- Topo-Topo barega (1978)
- Balatkayo (1978)
- Darna, Kuno...? (1979)
- Goriong butete (1980)
- Daddy Knows Best (1983)
- Daddy's Little Darlings (1984)
- Barok Goes to Hong Kong (1984)
- Magchumikap ka! (1985)
- Ride on Baby (1985)
- Inday Bote (1985)
- I Have Three Hands (1985)
- Super wan-tu-tri (1985)
- Horsey-horsey: Tigidig-tigidig (1986)
- Inday-Inday sa balitaw (1986)
- Forward March (1987)
- Jack en Poy: Hale-Hale Hoy! (1987)
- Bunsong kerubin (1987)
- Maria Went to Town! (1987)
- Wanted Bata-Batuta (1987)
- Wake Up Little Susie (1988)
- Super Inday and the Golden Bibe (1988) – accreditato come Luciano Carlos
- Petrang kabayo at ang pilyang kuting (1988)
- Gorio & Tekla (1989)
- Mga kuwento ng pag-ibig (1989)
- Small and Terrible (1990)
- Papa's Girl (1990)
- Petrang kabayo 2: Anong ganda mo! Mukha kang kabayo (1990)
- I Have 3 Eggs (1990)
- John en Marsha ngayon '91 (1991)
- The Good, the Bad, & the Ugly (1992)
- Nagmumurang kamatis (1997) – accreditato come Luciano Carlos

### Sceneggiatore
- Tres muskiteros (1951)
- Ang asawa kong Amerikana (1953)

### Attore
- Jack and Jill, regia di Mar S. Torres (1954)
- Oh Margie Oh, regia di Raul T. Silos (1974) – accreditato come Chaning Carlos
- Lagalag: The Eddie Fernandez Story, regia di Romy Suzara (1994)
- Babae sa bubungang lata, regia di Mario O'Hara (1998) – accreditato come Chaning Carlos
- Scorpio Nights 2, regia di Erik Matti (1999) – accreditato come Luciano Carlos
- Warat, regia di Joel Lamangan (1999) – accreditato come Chaning Carlos
- Masikip mainit... paraisong parisukat, regia di José Javier Reyes (2002) – accreditato come Luciano Carlos
- Anghel sa lupa, regia di José Javier Reyes (2003)